# Programes de screencasting
Aquesta pàgina mostra diversos programaris de screencasting existents en el mercat.

## Multiplataforma
- Adobe Captivate (compte propi)
- Jing (Mac OS/MS Windows) (Freeware)
- ViewletBuilder (Linux/MS Windows) (propietari de prova gratuïts)
- Krut aplicació Java per QuickTime MOV (Gratis)
- Screencast (Mac OS/MS Windows XP) (propietari de l'empresa)
- ScreenToaster (Mac OS/Linux/Windows Vista) ((Freeware, en línia)
- TurboDemo (Mac OS/Linux/MS Windows) (shareware)
- Screen Recorder (Mac OS/Unix/Linux/MS Windows) (Freeware)
- Wink (Freeware) (Linux/MS Windows)

## NomésLinux
- Istanbul (gratuït, so gravat i la imatge en ogg)
- Recordmydesktop (gratuït, so gravat i la imatge en ogg)
- xvidcap (gratuït, so gravat i la imatge en format AVI o MPEG)

## NomésMac OS
- BTV Pro (compte propi)
- Camtasia per a Mac (compte propi)
- DisplayEater (no de so, propietari del negoci)
- IShowU (compte propi)
- Screenflick (compte propi)
- Screencast (avaluació gratuïta, propietari comercial)
- ScreenFlow (compte propi)
- ScreenOgraphy (avaluació gratuïta, propietari comercial)
- pantalla Mimic (avaluació gratuïta, propietari comercial)
- ScreenRecord (avaluació gratuïta, propietari comercial)
- Snapz Pro (avaluació gratuïta, propietari comercial)

## NomésWindows
- LLCapture (compte propi)
- AutoScreenRecorder (versió de prova gratuïta, propietari del negoci)
- BB FlashBack (versió de prova gratuïta, propietari del negoci)
- CamStudio (gratis)
- Camtasia (compte propi)
- Capture Fox (Firefox add-on)
- inwicast Editor (versió de prova gratuïta, propietari del negoci)
- My Screen Recorder (versió de prova gratuïta, propietari del negoci)
- ScreenCorder (versió de prova gratuïta, propietari del negoci)
- UltraVnc screen recorder

## Aplicacions en línia (Web)
- Screentoaster (gratis)
- Screencast-O-Matic (gratis)
- Screenjelly (gratis)
- Capture Fox